# Блё д’Овернь
Блё д’Ове́рнь (фр. Bleu d'Auvergne — голубой овернский) — голубой французский сыр в форме короткого цилиндра средних размеров. Изготавливается из коровьего молока. Маслянистый по структуре и относительно мягок на вкус для голубых сыров.  Изготавливается в регионах Овернь, Лимузен и Юг-Пиренеи. Голубые прожилки обусловлены наличием плесневого грибка вида Пеницилл рокфоровый.